# مكافل دقيق
المكافل الدقيق (الاسم العلمي:Symbiodinium minutum) هو نوع من الأسناخ الصبغية يتبع جنس المكافل من فصيلة المكافلات.